# St. Wendel zum Stein (Naturschutzgebiet)
Das Naturschutzgebiet St. Wendel zum Stein liegt auf dem Gebiet der Gemeinde Dörzbach im Hohenlohekreis in Baden-Württemberg.

## Kenndaten
Das Schutzgebiet entstand am 18. Dezember 1979 durch Verordnung des Regierungspräsidiums Stuttgart mit der Schutzgebietsnummer 1082. Diese Verordnung wurde im Gesetzblatt für Baden-Württemberg am 14. Februar 1980 veröffentlicht und trat danach in Kraft. Der CDDA-Code lautet 82494  und entspricht der WDPA-ID.

## Lage
Das Gebiet liegt rund 1000 Meter südöstlich von Dörzbach entlang der Jagst und  	umfasst die Felswand, die Jagst mit Uferbereichen darunter und der Klebwald oberhalb.
Es wird vom Landschaftsschutzgebiet Nr. 1.26.029 Jagsttal mit Nebentälern und angrenzenden Gebieten zwischen Kreisgrenze Schwäbisch Hall und Gemeindegrenze Krautheim/Schöntal vollständig umschlossen. Es gehört außerdem zum FFH-Gebiet Nr. 6623-341 Jagsttal Dörzbach-Krautheim und teilweise auch zum EU-Vogelschutzgebiet 6624-401 Jagst mit Seitentälern. Das Gebiet liegt im Naturraum 126-Kocher-Jagst-Ebenen innerhalb der naturräumlichen Haupteinheit 12-Neckar- und Tauber-Gäuplatten.

## Schutzzweck
Wesentlicher Schutzzweck ist gemäß Schutzgebietsverordnung die Erhaltung des Hanggeländes in seiner landschaftlichen Vielfalt, Eigenart und Schönheit mit seinen prächtigen Felsbildungen aus Kalktuff und der naturnahen, reichen Waldvegetation sowie die Erhaltung des Gebiets mit Felsen, Höhlen und Kapelle wegen seiner landeskundlichen und kulturellen Bedeutung.